# Slezenica
Slezenica (vlasak, lat. Asplenium), rod od 765 vrsta i 153 hibrida poluzimzelenih i zimzelenih trajnica iz porodice Aspleniaceae.
Nadzemni cjeloviti ili najčešće razdijeljeni listovi rastu iz podanka, a na donjoj strani su trusne gomilice (sorusi). Često rastu u obalnim predjelima po zidovima i pukotinama stijena i makijama, ali i po vazdazelenim šumama (šiljasta slezenica).
Slezeničevke, porodica koja je po ovom rodu dobila ime, pripada u prave paprati ili papratnice, a u Hrvatskoj raste više vrsta: šiljasta slezenica (A. onopteris), crna slezenica ili dubna (A. adiantum-nigrum), ljekovita slezenica ili zlatinjak (A. ceterach), rascjepkana slezenica (A. fissum), hrvatski endem križani zlatinjak ili kvarnerski jelenak (A. hybridum), petrarkina slezenica (A. petrarchae), zidna slezenica (Asplenium ruta-muraria), streličasti jelenak (A. sagittatum), obični jelenak ili jelenski jezik (A. scolopendrium), smeđa slezenica (A. trichomanes) i još neke.
Marija i Stipe Hećimovič 1986. na otoku Koločepu pronalaze i bilježe tri vrste iz ovoga roda, ljekoviotu slezenicu koju su označili s imenom Ceterach officinarum, smeđu i šiljastu.

## Vrste
1. Asplenium abscissum Willd.
2. Asplenium abyssinicum Fée
3. Asplenium achalense Hieron.
4. Asplenium acostae M.T.Murillo
5. Asplenium acrobryum Christ
6. Asplenium actiniopteroides Peter
7. Asplenium acuminatum Hook. & Arn.
8. Asplenium acutiusculum Blume
9. Asplenium adamsii Alston
10. Asplenium adiantum-nigrum L.
11. Asplenium adnatum Copel.
12. Asplenium adulterinum Milde
13. Asplenium aegaeum Lovis, Reichst. & Greuter
14. Asplenium aequabile Baker
15. Asplenium aequibasis (C.Chr.) J.P.Roux
16. Asplenium aethiopicum (Burm.fil.) Bech.
17. Asplenium affine Sw.
18. Asplenium africanum Desv.
19. Asplenium ahmarense Viane
20. Asplenium alatulum Ching
21. Asplenium alatum Humb. & Bonpl. ex Willd.
22. Asplenium albersii Hieron.
23. Asplenium alleniae Parris ex Parris & Perrie
24. Asplenium altajense (Komar.) Grubov
25. Asplenium alvarezense R.N.R.Br.
26. Asplenium ambanizanaense Viane
27. Asplenium ambohitantelense Rakotondr.
28. Asplenium amboinense Willd.
29. Asplenium ambrense Viane
30. Asplenium anceps Buch
31. Asplenium andapense Tardieu
32. Asplenium andreisii Fraser-Jenk.
33. Asplenium aneitense Carruth.
34. Asplenium angavokelyense Viane
35. Asplenium angolense Baker
36. Asplenium anguifrons Gilli
37. Asplenium anguineum Christ
38. Asplenium angustum Sw.
39. Asplenium anisophyllum Kunze
40. Asplenium anjozorobense Viane
41. Asplenium annetii (Jeanp.) Alston
42. Asplenium annobonense Hieron. ex Viane
43. Asplenium anogrammoides Christ
44. Asplenium anteninaense Viane
45. Asplenium antiquum Makino
46. Asplenium antrophyoides Christ
47. Asplenium apertum C.Chr.
48. Asplenium apoense Copel.
49. Asplenium appendiculatum (Labill.) C.Presl
50. Asplenium appressifolium Boonkerd & S.Petchsri
51. Asplenium arcanum A.R.Sm.
52. Asplenium arcumontanum Hemp & N.R.Crouch
53. Asplenium argentinum Hieron.
54. Asplenium ascensionis Watson
55. Asplenium asterolepis Ching
56. Asplenium athertonense S.B.Andrews
57. Asplenium athyrioides Fée
58. Asplenium atrosquamosum Á.Löve & D.Löve
59. Asplenium atrovirens (Hook.) Baker
60. Asplenium attenuatum R.Br.
61. Asplenium atuntzeense Viane & Reichst.
62. Asplenium aureum Cav.
63. Asplenium auriculatum Sw.
64. Asplenium auritum Sw.
65. Asplenium australasicum (J.Sm.) Hook.
66. Asplenium austroafricanum (Schelpe) Viane
67. Asplenium austrobrasiliense (Christ) Maxon
68. Asplenium austrochinense Ching
69. Asplenium ayopayense M.Kessler & A.R.Sm.
70. Asplenium azomanes Rosselló, Cubas & Rebassa
71. Asplenium azoricum Lovis, Rasbach, K.Rasbach & Reichst.
72. Asplenium badinii Sylvestre & P.G.Windisch
73. Asplenium baileyanum (Domin) Watts
74. Asplenium balansae (Baker) Sylvestre
75. Asplenium balearicum Shivas
76. Asplenium balense Chaerle & Viane
77. Asplenium bangii Hieron.
78. Asplenium barbaense Hieron.
79. Asplenium barclayanum C.D.Adams
80. Asplenium barteri Hook.
81. Asplenium batuense Alderw.
82. Asplenium beankaense Viane
83. Asplenium beckeri Brade
84. Asplenium befingotraense Viane
85. Asplenium belloides Alderw.
86. Asplenium biafranum Alston & Ballard ex Ballard
87. Asplenium bicarinatum Alderw.
88. Asplenium bicentenniale D.L.Jones
89. Asplenium bifrons Sodiro
90. Asplenium bipartitum Bory ex Willd.
91. Asplenium bipinnatifidum Baker
92. Asplenium blastophorum Hieron.
93. Asplenium blepharodes D.C.Eaton
94. Asplenium blepharophorum Bertol.
95. Asplenium blotiae Viane
96. Asplenium boiteaui Tardieu
97. Asplenium bolivianum M.Kessler & A.R.Sm.
98. Asplenium boltonii Hook. ex Schelpe
99. Asplenium bonapartii Viane
100. Asplenium boreale (Ohwi ex Sa.Kurata) Nakaike
101. Asplenium borneense Hook.
102. Asplenium bosseri Viane
103. Asplenium bourgaei Boiss. ex Milde
104. Asplenium brachycarpum (Mett.) Kuhn
105. Asplenium bradeanum Handro
106. Asplenium bradei Rosenst.
107. Asplenium bradleyi D.C.Eaton
108. Asplenium braithwaitei (Ormonde) Viane
109. Asplenium brasiliense Sw.
110. Asplenium brausei Hieron.
111. Asplenium breedlovei A.R.Sm.
112. Asplenium buettneri Hieron.
113. Asplenium bugoiense Hieron.
114. Asplenium bulbiferum G.Forst.
115. Asplenium bullatum Wall.
116. Asplenium burundense Pic.Serm.
117. Asplenium callipteris Fée
118. Asplenium callmanderi Viane
119. Asplenium campos-portoi Brade
120. Asplenium canariense Willd.
121. Asplenium cancellatum Alston
122. Asplenium canelense Rosenst.
123. Asplenium capense (Kunze) Bir, Fraser-Jenk. & Lovis
124. Asplenium capillipes Makino
125. Asplenium capitisyork D.L.Jones
126. Asplenium carinatum Alderw.
127. Asplenium cariocanum Brade
128. Asplenium caripense E.Fourn.
129. Asplenium carnavonense Brownsey
130. Asplenium carolinae Viane
131. Asplenium carruthersii Baker
132. Asplenium carvalhoanum Herrero, Aedo, Velayos & Viane
133. Asplenium castaneoviride Baker
134. Asplenium castaneum Schltdl. & Cham.
135. Asplenium cataractarum Rosenst.
136. Asplenium caudatum G.Forst.
137. Asplenium ceii Pic.Serm.
138. Asplenium centrafricanum Pic.Serm.
139. Asplenium centrifugale Baker
140. Asplenium ceterach L.
141. Asplenium chaseanum Schelpe
142. Asplenium chathamense Brownsey
143. Asplenium chimantae A.R.Sm.
144. Asplenium christii Hieron.
145. Asplenium ciliatum C.Presl ex Bertero
146. Asplenium cimmeriorum Brownsey & de Lange
147. Asplenium cirrhatum Rich. ex Willd.
148. Asplenium cladolepton Fée
149. Asplenium claussenii Hieron.
150. Asplenium clutei Gilbert
151. Asplenium cocae Viane
152. Asplenium coenobiale Hance
153. Asplenium colubrinum Christ
154. Asplenium comosum Christ
155. Asplenium compressum Sw.
156. Asplenium concolor Hook.
157. Asplenium confusum Tardieu & Ching
158. Asplenium congestum C.Chr.
159. Asplenium contiguum Kaulf.
160. Asplenium cordatum (Thunb.) Sw.
161. Asplenium corderoanum Proctor
162. Asplenium cornutissimum X.C.Zhang & R.H.Jiang
163. Asplenium cornutum Alston
164. Asplenium correardii Tardieu
165. Asplenium cowanii A.R.Sm.
166. Asplenium cremersii Viane
167. Asplenium creticum Lovis, Reichst. & Zaffran
168. Asplenium crinicaule Hance
169. Asplenium cristatum Lam.
170. Asplenium cruegeri Hieron.
171. Asplenium csikii Kümmerle & András.
172. Asplenium cuneatiforme Christ
173. Asplenium cuneatum Lam.
174. Asplenium cuneifolium Viv.
175. Asplenium currorii Hook.
176. Asplenium cuspidatum Lam.
177. Asplenium cymbifolium Christ
178. Asplenium cyrtosorum K.W.Xu, Li Bing Zhang & W.B.Liao
179. Asplenium daghestanicum Christ
180. Asplenium dalhousiae Hook.
181. Asplenium danxiaense K.W.Xu
182. Asplenium darainaense Viane
183. Asplenium dareoides Desv.
184. Asplenium daucifolium Lam.
185. Asplenium davisii Stolze
186. Asplenium dayi Hieron.
187. Asplenium decaryanum Viane
188. Asplenium decrescens Kunze
189. Asplenium delavayi (Franch.) Copel.
190. Asplenium delicatulum C.Presl
191. Asplenium demerkense Hieron.
192. Asplenium densum Brack.
193. Asplenium dentatum L.
194. Asplenium depauperatum Fée
195. Asplenium dianae A.R.Sm.
196. Asplenium dichotomum Hook.
197. Asplenium dicranurum C.Chr.
198. Asplenium dielerectum Viane
199. Asplenium dielfalcatum Viane
200. Asplenium diellaciniatum Viane
201. Asplenium dielmannii Viane
202. Asplenium dielpallidum N.Snow
203. Asplenium difforme R.Br.
204. Asplenium dimidiatum Sw.
205. Asplenium dimorphum Kunze
206. Asplenium diplaziosorum Hieron.
207. Asplenium diplosceum Hieron.
208. Asplenium diplotion Baker
209. Asplenium discrepans Rosenst.
210. Asplenium disjunctum Sledge
211. Asplenium dissectum Sw.
212. Asplenium divaricatum Kunze
213. Asplenium dodecaploideum (A.F.Braithw.) Viane
214. Asplenium dognyense Rosenst.
215. Asplenium domingense Brause
216. Asplenium douglasii Hook. & Grev.
217. Asplenium dregeanum Kunze
218. Asplenium drepanophyllum Kunze
219. Asplenium durum Copel.
220. Asplenium eatonii Davenp.
221. Asplenium eberhardtii Tardieu
222. Asplenium ecuadorense Stolze
223. Asplenium ekmanii C.Chr.
224. Asplenium elaphoglossoides C.Chr.
225. Asplenium elliottii C.H.Wright
226. Asplenium elmeri Christ
227. Asplenium emarginatum P.Beauv.
228. Asplenium eminiminyense Viane
229. Asplenium ensiforme Wall.
230. Asplenium erectopaleaceum Viane
231. Asplenium erectum Bory ex Willd.
232. Asplenium erosum L.
233. Asplenium erythraeum Pic.Serm.
234. Asplenium escaleroense Christ
235. Asplenium eurysorum Hieron.
236. Asplenium eutecnum A.R.Sm.
237. Asplenium excelsum Lellinger
238. Asplenium exhaustum (Christ) Alston
239. Asplenium exiguum Bedd.
240. Asplenium extensum Fée
241. Asplenium falcatum Lam.
242. Asplenium feei Kunze ex Fée
243. Asplenium fenzlii Ettingsh.
244. Asplenium fibrillosum Pringle & Davenp.
245. Asplenium filaroides Viane
246. Asplenium filiceps Copel.
247. Asplenium filidens Brownlie
248. Asplenium finlaysonianum Wall. ex Hook.
249. Asplenium fissum Kit.
250. Asplenium flabellifolium Cav.
251. Asplenium flabellulatum Kunze
252. Asplenium flaccidum G.Forst.
253. Asplenium fontanum (L.) Bernh.
254. Asplenium foreziense Le Grand ex Magnier
255. Asplenium formosae Christ
256. Asplenium formosum Willd.
257. Asplenium fragrans Sw.
258. Asplenium franceae Viane
259. Asplenium funckii Fée
260. Asplenium furcatisorum Viane
261. Asplenium gardneri Baker
262. Asplenium gastonis Fée
263. Asplenium gemmascens Alston
264. Asplenium gemmiferum Schrad.
265. Asplenium gentryi A.R.Sm.
266. Asplenium geraense (C.Chr.) Sylvestre
267. Asplenium ghiesbreghtii E.Fourn.
268. Asplenium gibberosum (G.Forst.) Mett.
269. Asplenium gilbertii Proctor
270. Asplenium gilliesii Hook.
271. Asplenium glanduliserrulatum Ching ex S.H.Wu
272. Asplenium glaucostipes Alderw.
273. Asplenium goetzei Hieron.
274. Asplenium gomezianum Lellinger
275. Asplenium goudeyi D.L.Jones
276. Asplenium gracile (E.Fourn.) Hemsl.
277. Asplenium gracilifolium Copel.
278. Asplenium grandidentatum (Bonap. ex C.Chr.) Viane
279. Asplenium gregoriae Baker
280. Asplenium grevillei Wall.
281. Asplenium griffithianum Hook.
282. Asplenium griseum Copel.
283. Asplenium guadalcanalensis Glenny
284. Asplenium guangdongense Y.Fen Chang & H.Schneid.
285. Asplenium gueinzianum Mett. ex Kuhn
286. Asplenium haenkeanum (C.Presl) Hieron.
287. Asplenium haenkei Copel.
288. Asplenium hagenii Alderw.
289. Asplenium hainanense Ching ex Tardieu & Ching
290. Asplenium haleakalense W.H.Wagner
291. Asplenium hallbergii Mickel & Beitel
292. Asplenium hallei Tardieu
293. Asplenium hallii Hook.
294. Asplenium hapalophyllum Rosenst.
295. Asplenium harleyanum G.Kunkel
296. Asplenium harmanii D.L.Jones
297. Asplenium harpeodes Kunze
298. Asplenium harrisii Jenman
299. Asplenium hastatum Klotzsch ex Kunze
300. Asplenium haughtonii (Hook.) Bir, Fraser-Jenk. & Lovis
301. Asplenium haurakiense (Brownsey) Ogle
302. Asplenium hemionitis L.
303. Asplenium hemitomum Hieron
304. Asplenium herpetopteris Baker
305. Asplenium heterochroum Kunze
306. Asplenium heteromorphum Alderw.
307. Asplenium hildebrandtianum Viane
308. Asplenium hispanicum (Coss.) Greuter & Burdet
309. Asplenium hobdyi W.H.Wagner
310. Asplenium holophlebium Baker
311. Asplenium holosorum Christ
312. Asplenium holstii Hieron.
313. Asplenium hookerianum Colenso
314. Asplenium horizontale Baker
315. Asplenium horridum Kaulf.
316. Asplenium hostmannii Hieron.
317. Asplenium hovenkampii Kottaim.
318. Asplenium howeanum (Watts) W.R.B.Oliv.
319. Asplenium humbertii Tardieu
320. Asplenium humblotii Hieron.
321. Asplenium humistratum Ching ex H.S.Kung
322. Asplenium hybridum (Milde) Bange
323. Asplenium hymenophylloides Fée
324. Asplenium hypomelas Kuhn
325. Asplenium ibityense Viane
326. Asplenium inaequilaterale Bory ex Willd.
327. Asplenium incisum Thunb.
328. Asplenium incurvatum Fée
329. Asplenium indusiatum Copel.
330. Asplenium inexpectans (Lovis) Landolt
331. Asplenium insiticium Brack.
332. Asplenium insolitum A.R.Sm.
333. Asplenium insulanum C.W.Chen
334. Asplenium insulare Carmich.
335. Asplenium interjectum Christ
336. Asplenium irenemantoniae Viane
337. Asplenium irregulare Baker
338. Asplenium isabelense Brause
339. Asplenium itremoense Viane
340. Asplenium ivohibense Viane
341. Asplenium jahandiezii (Litard.) Rouy
342. Asplenium jaundeense Hieron.
343. Asplenium jenmanii Proctor
344. Asplenium jensenii C.Chr.
345. Asplenium jessenii Hong M.Liu & H.Schneid.
346. Asplenium jiulianshanense K.W.Xu & G.L.Xu
347. Asplenium jucundum Fée
348. Asplenium juglandifolium Lam.
349. Asplenium karthalense Viane
350. Asplenium kaulfussii Schltdl.
351. Asplenium kelelense Brause
352. Asplenium keysserianum Rosenst.
353. Asplenium khullarii Reichst. & Rasbach ex Fraser-Jenk.
354. Asplenium kiangsuense Ching & Y.X.Jing
355. Asplenium kinabaluense Holttum
356. Asplenium kivuensis Mangambu
357. Asplenium kjellbergii C.Chr.
358. Asplenium klossii C.Chr.
359. Asplenium komarovii Akasawa
360. Asplenium konense Viane
361. Asplenium kunzeanum Klotzsch
362. Asplenium labillardieri Kunze
363. Asplenium laciniatum D.Don
364. Asplenium lacinioides Fraser-Jenk., Pangtey & Khullar
365. Asplenium lacinulatum Schrad.
366. Asplenium lademannianum Rosenst.
367. Asplenium lambinonii Pic.Serm.
368. Asplenium lamprocaulon Fée
369. Asplenium lamprophyllum Carse
370. Asplenium lancifolium C.Chr.
371. Asplenium laserpitiifolium Lam.
372. Asplenium lastii C.Chr.
373. Asplenium laurentii J.Bommer
374. Asplenium laxifolium Alderw.
375. Asplenium leandrianum Tardieu
376. Asplenium lepidotum Perrie & Brownsey
377. Asplenium lepidum C.Presl
378. Asplenium lepturus J.Sm.
379. Asplenium leucostegioides Baker
380. Asplenium lilloanum de la Sota
381. Asplenium linckii Kuhn
382. Asplenium listeri C.Chr.
383. Asplenium lividum Mett. ex Kuhn
384. Asplenium lobangense C.Chr.
385. Asplenium lobatum Pappe & Rawson
386. Asplenium lobulatum Mett.
387. Asplenium lobulopartitum A.Rojas
388. Asplenium lokohoense Tardieu
389. Asplenium lolegnamense (Gibby & Lovis) Viane
390. Asplenium longicauda Hook.
391. Asplenium longipes Fée
392. Asplenium longum Alderw.
393. Asplenium lorentzii Hieron.
394. Asplenium loxocarpum Copel.
395. Asplenium loxoscaphoides Baker
396. Asplenium lunulatum Sw.
397. Asplenium lyallii Hook.
398. Asplenium macarenianum C.V.Morton & Lellinger
399. Asplenium macedonicum Kümmerle
400. Asplenium macraei Hook. & Grev.
401. Asplenium macrodon Fée
402. Asplenium macrophlebium Baker
403. Asplenium macrophyllum Sw.
404. Asplenium macrosorum Bertero
405. Asplenium macrurum Mickel & Stolze
406. Asplenium maderense (Gibby & Lovis) comb.ined.
407. Asplenium maguanense S.Q.Liang, R.Wei & X.C.Zhang
408. Asplenium malcolm-smithii Proctor
409. Asplenium manarikobaense Viane
410. Asplenium mangindranense Tardieu
411. Asplenium mannii Hook.
412. Asplenium mantalingahanum P.M.Zamora & Co
413. Asplenium marattioides (Brack.) C.Chr.
414. Asplenium marinum L.
415. Asplenium marojejyense Tardieu
416. Asplenium martianum C.Chr.
417. Asplenium mauritianum (C.Presl) Viane
418. Asplenium mauritiensis Lorence
419. Asplenium maxonii Lellinger
420. Asplenium megalura Hieron.
421. Asplenium merapohense Jaman & K.Imin
422. Asplenium micantifrons (Tuyama) Tuyama ex H.Ohba
423. Asplenium micropaleatum M.Kessler & A.R.Sm.
424. Asplenium microtum Maxon
425. Asplenium microxiphion Baker
426. Asplenium mildbraedii Hieron.
427. Asplenium militare Copel.
428. Asplenium milnei Carruth.
429. Asplenium minimum M.Martens & Galeotti
430. Asplenium minutidentatum (Bonap.) Viane
431. Asplenium minutifolium Kanem. & Tagane
432. Asplenium miradorense Liebm.
433. Asplenium modestum Maxon
434. Asplenium monanthes L.
435. Asplenium monodon Liebm.
436. Asplenium monotis Christ
437. Asplenium montanum Willd.
438. Asplenium mortonii Duek
439. Asplenium mosetenense M.Kessler
440. Asplenium mossambicense Schelpe
441. Asplenium mourai Hieron.
442. Asplenium mucronatum C.Presl
443. Asplenium multiforme Krasser
444. Asplenium munchii A.R.Sm.
445. Asplenium musifolium Mett.
446. Asplenium musiraense Viane
447. Asplenium myriophyllum (Sw.) C.Presl
448. Asplenium mysorense Roth
449. Asplenium namibicum Viane
450. Asplenium neobrackenridgei W.H.Wagner
451. Asplenium neohainanense Viane
452. Asplenium neolaserpitifolium Tardieu & Ching
453. Asplenium nephrolepioides Christ
454. Asplenium nesii Christ
455. Asplenium nesioticum Maxon
456. Asplenium niamniamense Viane
457. Asplenium nidiforme Alderw.
458. Asplenium nidoides Fraser-Jenk. & Kandel
459. Asplenium nidus L.
460. Asplenium nigrescens Blume
461. Asplenium nigripes (Fée) Hook.
462. Asplenium nigritianum Hook.
463. Asplenium nitens Sw.
464. Asplenium nitidum Sw.
465. Asplenium normale D.Don
466. Asplenium normaloides Y.Fen Chang & H.Schneid.
467. Asplenium novae-caledoniae Hook.
468. Asplenium novoguineense Rosenst.
469. Asplenium nutans Rosenst.
470. Asplenium obesum Baker
471. Asplenium oblongatum Mett. ex Kuhn
472. Asplenium oblongifolium Colenso
473. Asplenium obovatum Viv.
474. Asplenium obtusatum G.Forst.
475. Asplenium ocoense C.Chr.
476. Asplenium octoploideum Viane & Van den heede
477. Asplenium oellgaardii Stolze
478. Asplenium oldhamii Hance
479. Asplenium oligolepidum C.Chr.
480. Asplenium oligophlebium Baker
481. Asplenium oligophyllum Kaulf.
482. Asplenium oligosorum Mickel & Beitel
483. Asplenium olivaceum A.R.Sm.
484. Asplenium onopteris L.
485. Asplenium oroupouchense Preston
486. Asplenium otites Link
487. Asplenium pachychlamys C.Chr.
488. Asplenium pacificum Holttum
489. Asplenium paedigens Copel.
490. Asplenium pahlii Salgado
491. Asplenium palaciosii A.Rojas
492. Asplenium paleaceum R.Br.
493. Asplenium palmeri Maxon
494. Asplenium papuanum Copel.
495. Asplenium parksii Copel.
496. Asplenium parvisorum Bonap.
497. Asplenium patagonicum R.A.Rodr. & R.Guzmán
498. Asplenium paucidens Alderw.
499. Asplenium paucifolium Bonap.
500. Asplenium paucivenosum (Ching) Bir
501. Asplenium pauperequitum Brownsey & P.J.Jacks.
502. Asplenium pearcei Baker
503. Asplenium pedicularifolium St.-Hil.
504. Asplenium pellucidum Lam.
505. Asplenium perakense Matthew & Christ
506. Asplenium perlongum Alderw.
507. Asplenium perplexum Salgado
508. Asplenium persicifolium J.Sm.
509. Asplenium peruvianum Desv.
510. Asplenium peteri Bech.
511. Asplenium petiolulatum Mett.
512. Asplenium petrarchae (Guérin) DC.
513. Asplenium phillipsianum (Kümmerle) Bir
514. Asplenium phoebolense Viane
515. Asplenium phyllitidis D.Don
516. Asplenium picardae Hieron.
517. Asplenium pifongiae L.Y.Kuo, Fay W.Li & Y.H.Chang
518. Asplenium pinnatifidum Nutt.
519. Asplenium platybasis Kunze
520. Asplenium platyneuron (L.) Britton, Sterns & Poggenb.
521. Asplenium plenum E.P.St.John ex Small
522. Asplenium pleurosorum Christenh.
523. Asplenium pocsii Pic.Serm.
524. Asplenium poloense Rosenst.
525. Asplenium polyodon G.Forst.
526. Asplenium polyphyllum Bertol.
527. Asplenium ponapeanum Nakam. & Miyam.
528. Asplenium poolii Baker
529. Asplenium potosinum Hieron.
530. Asplenium powellii Baker
531. Asplenium praegracile Rosenst.
532. Asplenium praemorsum Sw.
533. Asplenium presolanense (Mokry, Rasbach & Reichst.) J.C.Vogel & Rumsey
534. Asplenium preussii Hieron.
535. Asplenium pringlei Cav.
536. Asplenium prionitis Kunze
537. Asplenium projectum Kunze
538. Asplenium prolongatum Hook.
539. Asplenium protensum Schrad.
540. Asplenium protocordatum Viane & Van den Heede
541. Asplenium protovirchowii Viane
542. Asplenium protractum Tardieu & C.Chr.
543. Asplenium pseuderectum Hieron.
544. Asplenium pseudoabyssinicum (Schelpe & N.C.Anthony) Viane
545. Asplenium pseudoangustum Stolze
546. Asplenium pseudobulbiferum Brownlie
547. Asplenium pseudocaudatum Alderw.
548. Asplenium pseudoceii Viane
549. Asplenium pseudochristii Viane
550. Asplenium pseudofugax Fraser-Jenk. & Kandel
551. Asplenium pseudolaserpitiifolium Ching ex Tardieu & Ching
552. Asplenium pseudonitidum Raddi
553. Asplenium pseudopellucidum Bonap.
554. Asplenium pseudopraemorsum Ching
555. Asplenium pseudostuhlmannii Viane
556. Asplenium pseudotenerum Brownlie
557. Asplenium pseudoviviparoides Viane
558. Asplenium psychropolitanum H.J.Lam & Verhey ex H.J.Lam
559. Asplenium pteridoides Baker
560. Asplenium pteropus Kaulf.
561. Asplenium pulchellum Raddi
562. Asplenium pulcherrimum (Baker) Ching apud Tardieu
563. Asplenium pululahuae Sodiro
564. Asplenium pumilum Sw.
565. Asplenium punjabense Bir, Fraser-Jenk. & Lovis
566. Asplenium purdieanum Hook.
567. Asplenium quadrivalens (D.E.Mey.) Landolt
568. Asplenium quangbinhense K.W.Xu, N.T.Lu & Li Bing Zhang
569. Asplenium quarciticola Viane
570. Asplenium quaylei E.D.Br.
571. Asplenium quitense Hook.
572. Asplenium rabarivolae Viane
573. Asplenium raddianum Gaudich.
574. Asplenium radicans L.
575. Asplenium rakotondrainibeae Viane
576. Asplenium rakotovaoi Viane
577. Asplenium rapense (E.D.Br.) Copel
578. Asplenium rasoloheryi Viane
579. Asplenium rebeccae Fraser-Jenk. & Wangdi
580. Asplenium rectangulare Maxon
581. Asplenium recumbens Gand.
582. Asplenium reekmansii Pic.Serm.
583. Asplenium regis Copel.
584. Asplenium regulare Sw.
585. Asplenium rendovae (Glenny) comb.ined.
586. Asplenium repens Hook.
587. Asplenium resiliens Kunze
588. Asplenium rhizophyllum L.
589. Asplenium rhomboidale Desv.
590. Asplenium richardii (Hook.fil.) Hook.fil.
591. Asplenium riswanii S.Y.Dong
592. Asplenium ritoense Hayata
593. Asplenium rockii C.Chr.
594. Asplenium rosenstockianum Brade
595. Asplenium rouhanii Viane
596. Asplenium ruizianum Klotzsch
597. Asplenium rukararense Hieron.
598. Asplenium ruprechtii Kurata
599. Asplenium rutaceum (Willd.) Mett.
600. Asplenium ruta-muraria L.
601. Asplenium rutifolium (P.J.Bergius) Kunze
602. Asplenium rutshuruense Taton ex Pic.Serm.
603. Asplenium ruwenzoriense Baker
604. Asplenium sagittatum (DC.) Bange
605. Asplenium salicifolium L.
606. Asplenium salignum Blume
607. Asplenium salwinense (Ching) Fraser-Jenk.
608. Asplenium samarkandense Kossinsky
609. Asplenium sampsonii Hance
610. Asplenium sanchezii A.R.Sm.
611. Asplenium sancti-christofori Christ
612. Asplenium sandersonii Hook.
613. Asplenium sarelii Hook.
614. Asplenium saxicola Rosenst.
615. Asplenium scalare Rosenst.
616. Asplenium scandens J.Sm.
617. Asplenium scandicinum Kaulf.
618. Asplenium schelpei Braithw.
619. Asplenium schizocarpum (Copel.) Copel.
620. Asplenium schizophyllum C.Chr.
621. Asplenium schizotrichum Copel.
622. Asplenium schnellii Tardieu
623. Asplenium schultzei Brause
624. Asplenium schwackei Christ
625. Asplenium schweinfurthii Baker
626. Asplenium sciadophilum Proctor
627. Asplenium scleroprium Hombr. & Jacq.
628. Asplenium scolopendrioides J.Sm.
629. Asplenium scolopendrium L.
630. Asplenium scortechinii Bedd.
631. Asplenium sebungweense J.E.Burrows
632. Asplenium seelosii Leyb.
633. Asplenium seileri C.D.Adams
634. Asplenium sellowianum C.Presl ex Hieron.
635. Asplenium semigoetzei Viane
636. Asplenium semipinnatum (Hieron.) A.R.Sm.
637. Asplenium septentrionale (L.) Hoffm.
638. Asplenium serra Langsd. & Fisch.
639. Asplenium serratifolium Li Bing Zhang & K.W.Xu
640. Asplenium serratipinnae T.Fujiw. & Watano
641. Asplenium serratum L.
642. Asplenium serricula Fée
643. Asplenium sessilifolium Desv.
644. Asplenium sessilipinnum A.Rojas
645. Asplenium setisectum Blume
646. Asplenium setoi N.Murak. & Seriz.
647. Asplenium setularioides Baker
648. Asplenium shawii Copel
649. Asplenium shimurae (H.Itô) Nakaike
650. Asplenium shuttleworthianum Kunze
651. Asplenium siamense Tagawa & K.Iwats.
652. Asplenium sikkimbirii Fraser-Jenk.
653. Asplenium simaoense K.W.Xu, Li Bing Zhang & W.B.Liao
654. Asplenium simii Braithw. & Schelpe
655. Asplenium simile Blume
656. Asplenium simonsianum Hook.
657. Asplenium simplicifrons F.Muell.
658. Asplenium smedsii Pic.Serm.
659. Asplenium soleirolioides A.R.Sm.
660. Asplenium solmsii Baker ex Hemsl.
661. Asplenium speluncae Christ
662. Asplenium sphaerosporum A.R.Sm.
663. Asplenium sphenotomum Hillebr.
664. Asplenium spirale Holttum
665. Asplenium splendens Kunze
666. Asplenium squamosum L.
667. Asplenium squamuliferum Alderw.
668. Asplenium stantoni Copel.
669. Asplenium staudtii Hieron.
670. Asplenium steerei Harr.
671. Asplenium stellatum Colla
672. Asplenium stenochlaenoides Alderw.
673. Asplenium stenolobum C.Chr.
674. Asplenium stereophyllum Kunze
675. Asplenium stipicellatum Pic.Serm.
676. Asplenium stoloniferum Bory
677. Asplenium stolonipes Mickel & Beitel
678. Asplenium stuebelianum Hieron.
679. Asplenium stuhlmannii Hieron.
680. Asplenium subaequilaterale (Baker) Hieron.
681. Asplenium subaquatile Ces.
682. Asplenium subcrenatum Ching ex S.H.Wu
683. Asplenium subemarginatum Rosenst.
684. Asplenium subflexuosum Rosenst.
685. Asplenium subglandulosum (Hook. & Grev.) Salvo, Prada & T.E.Díaz
686. Asplenium subintegrum C.Chr.
687. Asplenium sublaserpitiifolium Ching ex Tardieu & Ching
688. Asplenium subspathulinum X.C.Zhang
689. Asplenium subtrialatum (Seriz.) Y.H.Chang
690. Asplenium sulcatum Lam.
691. Asplenium sumatranum Hook.
692. Asplenium surrogatum P.S.Green
693. Asplenium tabinense Hieron.
694. Asplenium tadei Fraser-Jenk. & Schneller
695. Asplenium tafanum C.Chr.
696. Asplenium tenerrimum Mett. ex Kuhn
697. Asplenium tenerum G.Forst.
698. Asplenium tenuicaudatum Pic.Serm.
699. Asplenium tenuifolium D.Don
700. Asplenium teratophylloides Alderw.
701. Asplenium terorense G.Kunkel
702. Asplenium theciferum (Kunth) Mett.
703. Asplenium thunbergii Kunze
704. Asplenium translucens (Holttum) Viane
705. Asplenium trapezoideum Ching
706. Asplenium tricholepis Rosenst.
707. Asplenium trichomanes L.
708. Asplenium trifoliatum Copel.
709. Asplenium trigonopterum Kunze
710. Asplenium trilobatum C.Chr.
711. Asplenium trilobum Cav.
712. Asplenium trindadense (Brade) Sylvestre
713. Asplenium triphyllum C.Presl
714. Asplenium tripteropus Nakai
715. Asplenium truncatilobum (C.Presl) Fée
716. Asplenium truncatum Blume
717. Asplenium truncorum F.B.Matos, Labiak & Sylvestre
718. Asplenium tryonii Correll
719. Asplenium tsaratananense Tardieu
720. Asplenium tuerckheimii Maxon
721. Asplenium tunquiniense M.Kessler & A.R.Sm.
722. Asplenium tutwilerae B.R.Keener & L.J.Davenp.
723. Asplenium udzungwense Beentje
724. Asplenium uhligii Hieron.
725. Asplenium ulbrichtii Rosenst.
726. Asplenium ultimum A.R.Sm.
727. Asplenium underwoodii Maxon
728. Asplenium uniseriale Raddi
729. Asplenium unisorum (Wagner) Viane
730. Asplenium vanderwerffii Viane
731. Asplenium vareschianum A.Rojas
732. Asplenium variabile Hook.
733. Asplenium veneticolor L.Regalado & C.Sánchez
734. Asplenium venturae A.R.Sm.
735. Asplenium verecundum Chapm. ex Underw.
736. Asplenium vespertinum Maxon
737. Asplenium vieillardii Mett.
738. Asplenium virchowii Kuhn
739. Asplenium virens C.Presl
740. Asplenium viride Huds.
741. Asplenium virillae Christ
742. Asplenium vittaeforme Cav.
743. Asplenium viviparioides Kuhn
744. Asplenium volkensii Hieron.
745. Asplenium vomeriforme Hook.
746. Asplenium vulcanicum Blume
747. Asplenium wacketii Rosenst.
748. Asplenium warburgkianum Christ
749. Asplenium warneckei Hieron.
750. Asplenium werneri Rosenst.
751. Asplenium wilfordii Mett. ex Kuhn
752. Asplenium wrightii D.C.Eaton ex Hook.
753. Asplenium xiphoideum Viane
754. Asplenium yelagagense Mickel & Beitel
755. Asplenium yoshinagae Makino
756. Asplenium zamiifolium Willd.
757. Asplenium zenkerianum Kunze
758. Asplenium ×adulteriniforme Lovis, Melzer & Reichst.
759. Asplenium ×akaishiense Otsuka
760. Asplenium ×akimense C.D.Adams
761. Asplenium ×alternifolium Wulfen
762. Asplenium ×ambalavaoense Viane
763. Asplenium ×andringitraense Viane
764. Asplenium ×angodongodonaense Viane
765. Asplenium ×antilahimenae Viane
766. Asplenium ×aran-tohanum Alejandre & M.J.Escal.
767. Asplenium ×ambalavaoense Viane
768. Asplenium ×andringitraense Viane
769. Asplenium ×angodongodonaense Viane
770. Asplenium ×antilahimenae Viane
771. Asplenium ×aran-tohanum Alejandre & M.J.Escal.
772. Asplenium ×artanense Rosseló, Cubas, Gradaille & B.Sastre
773. Asplenium ×badense (D.E.Mey.) Jermy
774. Asplenium ×barnettiae Viane
775. Asplenium ×barrancense (Bennert & D.E.Mey.) Pericás & Rosselló
776. Asplenium ×barreraense (Rasbach, K.Rasbach, Reichst. & Bennert) comb.ined.
777. Asplenium ×bavaricum D.E.Mey.
778. Asplenium ×bechereri D.E.Mey.
779. Asplenium ×bernardii Viane
780. Asplenium ×bevavaense Viane
781. Asplenium ×bimixtum C.S.Lee & Kanghyup Lee ex Y.H.Ha
782. Asplenium ×binaraense Viane
783. Asplenium ×biscayneanum (D.C.Eaton) A.A.Eaton
784. Asplenium ×bosco-gurinense S.Jess. & Bujnoch
785. Asplenium ×bouharmontii Badré & Prelli
786. Asplenium ×boydstoniae (K.S.Walter) J.W.Short
787. Asplenium ×brissaginense D.E.Mey.
788. Asplenium ×calcicolum (Rasbach & Reichst.) comb.ined.
789. Asplenium ×capillicaule Fraser-Jenk.
790. Asplenium ×capillipoides Fraser-Jenk.
791. Asplenium ×celtibericum Rivas Mart.
792. Asplenium ×centovallense D.E.Mey.
793. Asplenium ×chasmophilum Van den heede & Viane
794. Asplenium ×chingii Fraser-Jenk.
795. Asplenium ×claphamii (T.Moore) Viane
796. Asplenium ×clermontiae Syme
797. Asplenium ×contrei Callé, Lovis & Reichst.
798. Asplenium ×corbariense Rouy
799. Asplenium ×costei Litard
800. Asplenium ×coto-brusense A.Rojas & J.M.Chaves
801. Asplenium ×crinolinense Fraser-Jenk.
802. Asplenium ×curtissii Underw.
803. Asplenium ×cyrnosardoum Rasbach
804. Asplenium ×diasii H.Schaef., Rumsey & Rasbach
805. Asplenium ×dolosum Milde
806. Asplenium ×dutartrei Berthet
807. Asplenium ×ebenoides R.R.Scott
808. Asplenium ×fawcettii Jenman
809. Asplenium ×flagrum W.H.Wagner & D.D.Palmer
810. Asplenium ×flexuosum Schrad.
811. Asplenium ×francii Rosenst.
812. Asplenium ×garhwalense Reichst. ex Fraser-Jenk. & Khullar
813. Asplenium ×gastoni-gautieri Litard.
814. Asplenium ×genicoalitum Fraser-Jenk.
815. Asplenium ×gravesii Maxon
816. Asplenium ×helii Lusina
817. Asplenium ×henrihumbertii Viane
818. Asplenium ×herbwagneri W.C.Taylor & Mohlenbr.
819. Asplenium ×heteroresiliens W.H.Wagner
820. Asplenium ×heufleri Reichardt
821. Asplenium ×huawuense Z.R.Wang ex Viane & Y.X.Lin
822. Asplenium ×hungaricum Fraser-Jenk. & Vida
823. Asplenium ×iidanum (Sa.Kurata) Shimura & Takig.
824. Asplenium ×inexpectatum E.L.Braun ex Morton
825. Asplenium ×jacksonii (Alston) Lawalrée
826. Asplenium ×javorkae Kümmerle
827. Asplenium ×joellaui N.Snow
828. Asplenium ×joncheerei D.E.Mey.
829. Asplenium ×karasense Viane & Van den Heede
830. Asplenium ×kentuckiense McCoy
831. Asplenium ×kenzoi Kurata
832. Asplenium ×khaniense Brownsey & Jermy
833. Asplenium ×kidoi Sleep ex Viane, Y.X.Lin & Reichst.
834. Asplenium ×kitazawae Kurata & Hutoh
835. Asplenium ×kokeense W.H.Wagner
836. Asplenium ×krameri (Herrero, Prada, Pajarón & Pangua) Rivas Mart.
837. Asplenium ×kuemmerlei (Vida) Soó
838. Asplenium ×lainzii (Pérez Carro & Fernald Areces) comb.ined.
839. Asplenium ×lawalreei Viane
840. Asplenium ×leandrii Viane
841. Asplenium ×lellingerianum C.Sánchez & L.Regalado
842. Asplenium ×lessinense Vida & Reichst.
843. Asplenium ×liberiense G.Kunkel
844. Asplenium ×ligusticum R.Bernardello, Marchetti, Van den heede & Viane
845. Asplenium ×litardierei Bennert & D.E.Mey.
846. Asplenium ×lobmingense Lovis, Melzer & Reichst.
847. Asplenium ×lovisianum (S.Jess.) comb.ined.
848. Asplenium ×lucanum (Cubas, Rosselló & Pangua) comb.ined.
849. Asplenium ×lucrosum Perrie & Brownsey
850. Asplenium ×lusaticum D.E.Mey.
851. Asplenium ×malacitense (Rasbach, K.Rasbach, Reichst. & Bennert) comb.ined.
852. Asplenium ×melzeranum (S.Jess.) comb.ined.
853. Asplenium ×melzeri (Lovis, Rasbach & Reichst.) comb.ined.
854. Asplenium ×mendelianum D.E.Mey.
855. Asplenium ×microdon (T.Moore) Lovis & Vida
856. Asplenium ×mitsutae Viane & Reichst.
857. Asplenium ×moravicum (S.Jess.) comb.ined.
858. Asplenium ×morganii W.H.Wagner
859. Asplenium ×muellerianum Rosenst.
860. Asplenium ×murariaeforme Waisb.
861. Asplenium ×murbeckii Dörfl.
862. Asplenium ×mustangense Fraser-Jenk., Pangtey & Khullar
863. Asplenium ×newmanii Bolle
864. Asplenium ×nigrofriesiorum Viane
865. Asplenium ×orellii Lovis & Reichst.
866. Asplenium ×pagesii Litard.
867. Asplenium ×papyraceum (Jermy & T.G.Walker) N.Murak. & R.C.Moran
868. Asplenium ×peltierorum Viane
869. Asplenium ×perardii Litard.
870. Asplenium ×poscharskyanum (Hoffm.) Dinter
871. Asplenium ×praetermissum Lovis, Melzer & Reichst.
872. Asplenium ×protoadulterinum Lovis & Reichst.
873. Asplenium ×protomajoricum Pangua & Prada
874. Asplenium ×rajbhandarii Fraser-Jenk. & Kandel
875. Asplenium ×randriambololonae Viane
876. Asplenium ×rasbachiae (S.Jess.) comb.ined.
877. Asplenium ×recoderi Aizpuru & Catalán
878. Asplenium ×reichlingii Lawalrée
879. Asplenium ×reichsteinii Bennert, Rasbach & K.Rasbach
880. Asplenium ×reuteri Milde Milde
881. Asplenium ×rosselloi Bennert, Rasbach & Reichst.
882. Asplenium ×rouxii Viane
883. Asplenium ×rouyi Viane
884. Asplenium ×ruscinonense Nieschalk, Lovis & Reichst.
885. Asplenium ×santamariae H.Schaef., Rumsey & Rasbach
886. Asplenium ×sarniense Sleep
887. Asplenium ×shawneense (R.C.Moran) H.E.Ballard
888. Asplenium ×shikokianum Makino
889. Asplenium ×shmakovii Viane
890. Asplenium ×sleepiae Badré & Boudrie
891. Asplenium ×sobtianum Fraser-Jenk., Pangtey & Khullar
892. Asplenium ×sollerense Lovis, Sleep & Reichst.
893. Asplenium ×souchei Litard.
894. Asplenium ×sphenocookii W.H.Wagner
895. Asplenium ×staufferi (Lovis & Reichst.) comb.ined.
896. Asplenium ×stiriacum D.E.Mey.
897. Asplenium ×suevicum Bertsch ex D.E.Mey.
898. Asplenium ×tadei-reichsteinii (S.Jess.) comb.ined.
899. Asplenium ×tagananaense Rumsey
900. Asplenium ×tandinii Fraser-Jenk.
901. Asplenium ×tavelii Guétrot
902. Asplenium ×thomasjanssenii Viane
903. Asplenium ×ticinense D.E.Mey.
904. Asplenium ×tosaense Kurata
905. Asplenium ×trichomaniforme Woyn.
906. Asplenium ×trudellii Wherry
907. Asplenium ×tubalense Rosselló
908. Asplenium ×tyrrhenicum Cubas, Pangua & Rosselló
909. Asplenium ×uiryeongse C.S.Lee & Kanghyup Lee
910. Asplenium ×valgannense Attinger
911. Asplenium ×viguieri Viane
912. Asplenium ×vinaniteloense Viane
913. Asplenium ×virginicum Maxon
914. Asplenium ×vogelii Rumsey, Hendy & K.E.Jones
915. Asplenium ×wachaviense Asch. & Graebn.
916. Asplenium ×waikamoi W.H.Wagner & D.D.Palmer
917. Asplenium ×wangii C.M.Kuo
918. Asplenium ×wherryi D.M.Sm.
919. Asplenium ×wojaense S.Jess.
920. Asplenium ×woynarianum Asch. & Graebn.
921. Asplenium ×wudangshanense Viane, Reichst., Rasbach & Y.X.Lin
922. Asplenium ×xianqianense C.M.Zhang
923. Asplenium ×xinyiense Ching & S.H.Wu

## Vanjske poveznice
|  | Zajednički poslužitelj ima još gradiva o temi Asplenium |
|  | Wikivrste imaju podatke o taksonu Asplenium             |